# Superliga 2010/11 (Spanien)
Die Saison 2010/11 war die 37. Spielzeit der Superliga, der höchsten spanischen Eishockeyspielklasse. Meister wurde zum zehnten Mal in der Vereinsgeschichte der CH Jaca.

## Hauptrunde

### Modus
In der Hauptrunde absolvierte jede der fünf Mannschaften insgesamt zwölf Spiele. Die vier bestplatzierten Mannschaften qualifizierten sich für die Playoffs, in denen der Meister ausgespielt wurde. Ein Sieg in der regulären Spielzeit brachte einer Mannschaft 3 Punkte. Ein Sieg und eine Niederlage nach Verlängerung wurde mit 2 bzw. 1 Punkt vergütet. Für eine Niederlage in regulärer Spielzeit gab es keine Punkte.

### Tabelle
|    | Klub           | Sp | S  | OTS | OTN | N  | Tore  | Punkte |
| -- | -------------- | -- | -- | --- | --- | -- | ----- | ------ |
| 1. | CH Jaca        | 12 | 11 | 0   | 0   | 1  | 73:36 | 33     |
| 2. | FC Barcelona   | 12 | 9  | 0   | 0   | 3  | 63:33 | 27     |
| 3. | CG Puigcerdà   | 12 | 6  | 1   | 0   | 5  | 52:43 | 20     |
| 4. | Majadahonda HC | 12 | 2  | 0   | 1   | 9  | 34:50 | 7      |
| 5. | CH Txuri Urdin | 12 | 1  | 0   | 0   | 11 | 22:82 | 3      |

Sp = Spiele, S = Siege, U = unentschieden, N = Niederlagen, OTS = Overtime-Siege, OTN = Overtime-Niederlage, SOS = Penalty-Siege, SON = Penalty-Niederlage

## Playoffs

### Halbfinale
- Majadahonda HC – CH Jaca 0:2 (2:15, 1:11)
- CG Puigcerdà – FC Barcelona 1:2 (2:4, 4:3, 2:3)

### Finale
- CH Jaca – FC Barcelona 2:0 (9:2, 5:0)